# Cacruzia
Cacruzia is een geslacht van rechtvleugeligen uit de familie krekels (Gryllidae). De wetenschappelijke naam van dit geslacht is voor het eerst geldig gepubliceerd in 1993 door de Mello.

## Soorten
Het geslacht Cacruzia  is monotypisch en omvat slechts de volgende soort:
- Cacruzia bahiana (de Mello, 1993)